# Гостагајка
Гостагајка (рус. Гостагайка) малена је руска река која протиче западним делом Краснодарске покрајине, на југозападу европског дела Руске Федерације. Протиче преко територије Анапског округа, једина је притока Витјазевског лимана у који се улива северно од Витјазева и део басена Црног мора. 
Укупна дужина водотока је 35 km, а површина сливног подручја око 236 km². Највеће насеље кроз које протиче је станица Гостагајевскаја. 